# Даррен Стар
Даррен Беннет Стар (англ. Darren Bennett Star, 25 липня 1961, Потомак, Меріленд, США) — американський телевізійний сценарист та продюсер.

## Біографія
Мати Даррена була письменницею, а батько — хірургом-дантистом. Навчався в школі «Winston Churchill High», а по її закінченні вступив в Каліфорнійський університет в Лос-Анджелесі.

## Кар'єра
У 24 роки Стар продав свій перший сценарій фільму 1988 року «Проводячи час на планеті Земля». Коли він писав сценарій до фільму «Якби краса вбивала» 1991 студія Fox замовила пілот серіалу про школярів з Беверлі-Гіллз — серіал «Беверлі-Гіллз, 90210», який став культовим і в 1992 році Стар створив спін-офф для більш дорослої аудиторії під назвою «Район Мелроуз» (над обома проектами сценарист працював з Аароном Спеллінгом). Нарешті в 1998 році на телеекрани виходить новий довгоочікуваний проект каналу HBO «Секс і Місто» за мотивами заміток журналістки Кендес Бушнелл. Стар також виступив продюсером та ведучим сценаристом шоу, що йшов в ефірі 6 років та породив два кінопродовження.
Крім того, Стар брав участь у роботі над серіалами «Кашемірова мафія» (каналу ABC), «Гросс-Поінт» (Warner Brothers), мінісеріалом «Вулиця» (Fox) та ін. Виступив виконавчим продюсером фільму «Секс і Місто», що вийшов влітку 2008 року.
Останнім часом канал HBO замовив Стару сценарій пілота серіалу під назвою «Щоденники Манхеттенської дівчини за викликом» (англ. Diary of a Manhattan Call Girl).

## Особисте життя
Даррен Стар — юдей. У цей момент проживає в Нью-Йорку та Лос-Анджелесі. Згідно з даними гей-журналу «The Advocate» Даррен Стар — гомосексуал.

## Нагороди
В 2002 отримав премію Austin Film Festival в номінації «Видатний сценарист телебачення».

## Фільмографія

### Сценарист
- 1988 — Проводячи час на планеті Земля
- 1990-2000 — Беверлі-Гіллз, 90210
- 1991 — Якби краса могла вбивати
- 1992 — Неймовірні пригоди Білла та Теда
- 1992-1999 — Район Мелроуз
- 1995-1996 — Нью-Йорк, Центральний парк
- 1998-2004 — Секс і Місто
- 2000-2001 — Вулиця
- 2000-2001 — Гросс-Поінт
- 2003-2005 — Сваха
- 2008 — Секс і Місто
- 2010 — Секс і Місто 2

### Продюсер
- 1990-2000 — Беверлі-Гіллз, 90210
- 1992-1999 — Район Мелроуз
- 1998-2004 — Секс і Місто
- 2000-2001 — Вулиця
- 2000-2001 — Гросс-Поінт
- 2005-2006 — Секрети на кухні
- 2003-2005 — Сваха
- 2007 — Манхілд
- 2008 — Секс і Місто
- 2010 — Секс і Місто 2
- 2011 — Хороші християнські леді

### Режисер
- 1990-2000 — Беверлі-Гіллз, 90210
- 1998-2004 — Секс і Місто
- 2005-2006 — секрети на кухні
- 2003-2005 — Сваха
- 2011 — Король жаб